# Omar Méndez
Omar Pedro Méndez, Tucho (ur. 7 sierpnia 1934) – piłkarz urugwajski grający na pozycji napastnika.
Wziął udział wraz z reprezentacją Urugwaju w mistrzostwach świata 1954, podczas których rozegrał tylko jeden mecz – z Austrią. Podczas mistrzostw grał jako zawodnik klubu Sud América Montevideo. Po mistrzostwach przeniósł się do klubu Club Nacional de Football.
Od dnia 25 lutego 1953 do 20 marca 1957 rozegrał w reprezentacji Urugwaju 10 meczów i zdobył 2 bramki